# Highland (Condado de Ulster)
Highland /ˈhaɪˌlænd/ é um vilarejo (e local designado pelo censo ) no Condado de Ulster, Nova York, Estados Unidos. A população era de 6.385 pessoas no censo de 2020.
Highland é uma comunidade na cidade de Lloyd, na Route 9W. As Route 44 e Route 55 passam por Lloyd, que se localiza no extremo oeste da Ponte Mid-Hudson, em frente a Poughkeepsie.

## História
A Casa Brown-Ellis e a Casa Anthony Yelverton são espaços histórico de Highland, estando listadas no Registro Nacional de Lugares Históricos.

## Geografia
A comunidade fica na margem oeste do rio Hudson.
Highland está localizada em 41° 43′ 06″ N, 73° 57′ 49″ O (41,718357, -73,963590). De acordo com o United States Census Bureau, a CDP tem uma área total de 5.1 sq mi (13 km2), dos quais 4.7 sq mi (12 km2) é terra, e 0.3 sq mi (0.78 km2) (6,90%) água.

## Dados Demográficos

### Censo de 2010
No censo de 2010, a população de Highland era de 5.647 pessoas. A composição racial da cidade era 84,40% branca, 6,94% negra ou afro-americana, 0,28% nativa americana, 3,98% asiática, 0,02% das ilhas do Pacífico, 1,84% de outras raças e 2,53% de duas ou mais raças. Hispânicos ou latinos de qualquer raça eram 7,84% da população.

### Censo 2020
No censo de 2020, a população era de 6.385 pessoas. A composição racial da cidade era 75,60% branca, 7,97% negra ou afro-americana, 0,27% nativa americana, 3,73% asiática, 0,06% das ilhas do Pacífico, 5,04% de outras raças e 7,33% de duas ou mais raças. Hispânicos ou latinos de qualquer raça eram 11,54% da população.